# Polysyndeton
Polysyndeton, även kallat polysyndes, är en retorisk stilfigur som innebär en överdriven användning av bindeord i syfte att förtydliga varje ord eller sats.

## Exempel
- "Jag kom och såg och segrade"
- "Jag har städat och jag har tvättat och jag har lagat mat och jag har diskat."
- "Jag har sett det och jag har levt i det och jag hatar det."